# Inocente de ti
Inocente de ti est une telenovela mexicaine diffusée en 2004-2005, produite par Nathalie Lartilleux pour Televisa en collaboration avec Fonovideo (USA).

## Distribution
- Camila Sodi - Flor "Florecita" González / Linares-Robles
- Valentino Lanús - Julio Alberto Castillo Linares-Robles
- Helena Rojo - Raquel Linares-Robles / Rebeca Linares-Robles Vda. de Castillo
- Carolina Tejera - Nuria Salas
- Luis José Santander - Sergio Dalmacci Rionda
- Ricardo Blume - Armando Dalmacci
- Katie Barberi - Mayte Dalmacci
- Abraham Ramos - Efraín Castillo Linares-Robles
- Karla Álvarez - Aurora
- Lupita Ferrer - Gabriela Smith
- Toño Mauri - Sebastián Rionda
- Altair Jarabo - Isela González
- Salvador Pineda - Rubén González
- Alma Delfina - Lupe
- Virna Flores - Virginia Castillo Linares-Robles
- Karla Monroig - Gloria
- Miguel Córcega - Lic. Mauricio Riveroll
- Patricia Reyes Spíndola - Abuela Cleotilde
- Ariel López Padilla - Lic. Gómez Riveroll
- Dayana Garroz - Gladis
- Leonardo Daniel - Filemón
- Yul Bürkle - Douglas
- Eleazar Gómez - Víctor González
- Miguel Loyo - Rodrigo González
- Ilithia Manzanilla - Mónica Dalmacci
- Marita Capote - Coromoto
- Elodia Riovega - Chalia
- Manolo Coego - Zacarías
- Marisela Buitriago - Fe
- Fred Valle - William Smith
- Eddie Nava - Miguel
- Pilar Hurtado - Carmela
- Catalina Mesa - Violeta
- Juan Carlos Gutiérrez - Azteca
- Jorge Luis Pascual - Omar
- Ariel Díaz - Manolo
- Carlos Yustis - Cándido
- Irene López - Gema
- Néstor Emmanuel - Porfirio
- Michael Scalli - Benigno
- Tania Vázquez - Pilar
- Harry Geithner - Gustavo
- Jorge Van Rankin - Pepe Toño
- Ismael La Rosa - Gilberto
- Carlos Mesber - Genaro
- Arianna Coltelacci - María del Socorro García
- Valerie Peshuta - Teresita

## Diffusion internationale
| Pays                   | Chaîne                    | Titre          | Première diffusion |
| ---------------------- | ------------------------- | -------------- | ------------------ |
| Mexique                | Canal de las Estrellas    | Inocente de ti | 8 novembre 2004    |
| Mexique                | TLNovelas                 | Inocente de ti |                    |
| États-Unis             | Univision                 | Inocente de ti |                    |
| États-Unis             | Telefutura                | Inocente de ti |                    |
| Colombie               | RCN Televisión            | Inocente de ti |                    |
| Équateur               | Canal Uno                 | Inocente de ti |                    |
| Nicaragua              | Televicentro de Nicaragua | Inocente de ti |                    |
| République dominicaine | Telemicro                 | Inocente de ti |                    |
| Venezuela              | Venevisión                | Inocente de ti |                    |
| Macédoine              | Sitel                     |                |                    |
| Chili                  | La Red                    | Inocente de ti |                    |
| Serbie                 | RTV Pink                  |                |                    |
| Bosnie-Herzégovine     | Pink BH                   |                |                    |
| Slovénie               | POP TV                    |                |                    |
| Philippines            | ABS-CBN                   | Inocente de ti | 30 octobre 2006    |
| Panama                 | Telemetro                 | Inocente de ti |                    |

### Sources
- (es) Cet article est partiellement ou en totalité issu de l’article de Wikipédia en espagnol intitulé « Inocente de ti » (voir la liste des auteurs).